# Liste der Naturdenkmale in Altrip
Die Liste der Naturdenkmale in Altrip nennt die im Gemeindegebiet von Altrip ausgewiesenen Naturdenkmale (Stand 30. März 2013).

## Naturdenkmale
| Nr.         | Bezeichnung                                | Lage                         | Beschreibung                            | Bild            |
| ----------- | ------------------------------------------ | ---------------------------- | --------------------------------------- | --------------- |
| ND-7338-310 | Vier Linden an der protestantischen Kirche | Rheinstraße, bei Nr. 13 Lage | Tilia sp., vier Bäume                   | Fotos hochladen |
| ND-7338-311 | Zwei Blutbuchen am Denkmal                 | Rheinstraße, bei Nr. 13 Lage | Fagus sylvatica f. purpurea, zwei Bäume | Fotos hochladen |

## Ehemalige Naturdenkmale
| Nr. | Bezeichnung                                    | Lage                                                  | Beschreibung | Bild                                    |
| --- | ---------------------------------------------- | ----------------------------------------------------- | --- | --------------------------------------- |
|     | Retzer-Eiche („Eine Eiche oberhalb der Klamm“) | südlich des Ortes am Rheindamm, bei Rhein-km 412 Lage | Quercus robur, vor 1865 gekeimt, 17 m hoch, 3,74 m Brusthöhenumfang; 2016 wegen Befall durch den Schwefelporling gefällt | Direkt Bild zu diesem Denkmal hochladen |